# Marie Fredriksson
Marie Fredriksson, u stvari Gun-Marie Bolyos, Fredriksson (Össjö,  30. svibnja 1958. – Djursholm, 9. prosinca 2019.), bila je švedska pjevačica i tekstopisac.

## Životopis
Marie Fredriksson odrasta u Östra Ljungbyu (Skåne), ali kasnije seli za Halmstad. 

## Karijera

### Solo karijera
Početkom 80-tih godina postaje poznata kao solo pjevačica pop i rock žanra. Njen prvi hit bio je „Ännu doftar kärlek” (hrv. Još miriše ljubav) s njenog prvijenca Het vind (hrv. Vrući vjetar) 1984. Tekstopisci koji su joj pomogli izdati album bili su Ulf Lundell i Niklas Strömstedt. Tijekom vremena Marie preuzima produkciju, pisanje tekstova i aranžmane. Tijekom 80-tih njene pjesme su oslikavale lirične opise prirode ali 90-tih godina dolazi do razvoja duhovne dimenzije u njenoj produkciji, prvenstveno s pjesmom „Tro” (hrv. „Vjera”) 1996. Ipak na kraju 90-tih godina rock karakteristike unutar njenih pjesama povlače se pred baladama.

### Roxette
Zajedno s Perom Gessleom osniva 1986. švedski duet Roxette. Prvim albumom Pearls of Passion duet je u Švedskoj doživio veliki uspjeh, ali ne i izvan Švedske. Ipak, sljedeći album Look Sharp! s hitovima poput „Dressed for Success”, „Listen to Your Heart”, i „The Look” čini ih planetarno poznatim. Pjesma „It Must Have Been Love” doživljava dva izdanja: prvo kao božićna pjesma 1987. ali zatim i kao veliki hit 1990. koji je bio na soundtracku filma Pretty Woman. Marie Fredriksson je uglavnom samo pjevala u sastavu Roxette dok je Per Gessle pisao tekstove i glazbu, a Clarence Öfwerman je to sve producirao. 
Sredinom 2010. Marie Fredriksson javno nastupa zajedno s Perom Gessleom prvi put poslije svoje bolesti. Otpjevali su pjesmu „The Look” u čast princeze Viktorije i princa Daniela, večer prije kraljevskog vjenčanja, kao i na dan samog vjenčanja 19. lipnja. Nastupili su na još dva koncerta u Švedskoj, jednom u Danskoj i jednom u Norveškoj. Krajem 2013. izdaje novi album pod imenom Nu.

## Privatni život
Marie Fredriksson bila je udata za glazbenika Mikaela Bolyosa s kojim je imala dvoje djece. Dobila je tumor mozga 2002. i protiv njega se borila tri godine. Na albumu The Change opisuje svoja osjećanja tijekom bolesti.

## Diskografija

### Albumi sastava Roxette
| - Pearls of Passion (1986.) - Dance Passion (1987.) - Look Sharp! (1988.) - Joyride (1991.) - Tourism (1992.) - Crash! Boom! Bang! (1994.) - Rarities (1995.) | - Don't Bore Us, Get to the Chorus! (1995.) - Baladas en Español (1996.) - Have a Nice Day (1999.) - Room Service (2001.) - The Ballad Hits (2002.) - The Pop Hits (2003.) - The Rox Box/Roxette '86-'06 (2006.) | - Roxette Hits (2006.) - Charm School (2011.) - Travelling (2012.) - Roxette Live: Travelling The World (2013.) - Good Karma (2016.) |

### Samostalni albumi

#### Studijski albumi
- Het vind (Vruć vjetar) - 1984.
- Den sjunde vågen (Sedmi val) - 1985.
- Efter stormen (Poslije oluje)  - 1987.
- Den ständiga resan (Stalno putovanje) - 1992.
- I en tid som vår (U vremenu poput našeg) - 1996.
- The Change (Promjena) - 2004.
- Min bäste vän (Moj najbolji prijatelj) - 2006.
- Nu (Sada) - 2013.

#### Kompilacije
- Äntligen  (Napokon) - 2000.
- Tid för tystnad  (Vrijeme za tišinu) - 2007.

### Singlovi
- „Ännu doftar kärlek” („Još miriše ljubav”) - 1984.
- „Het vind" („Vruć vjetar”) - 1984.
- „Den bästa dagen" („Najbolji dan”) - 1985.
- „Silver i din hand” („Srebro u tvojoj ruci”) - 1985.
- „Efter stormen” („Poslije oluje”) - 1987.
- „Sparvöga” („Vrapčevo oko”) - 1989.
- „Så länge det lyser mittemot” („Sve dok svijetli nasuprot”) - 1992.
- „Mellan sommar och höst” („Između ljeta i jeseni”) - 1993.
- „Tro” („Vjera”) - 1996.
- „I en tid som vår" („U vremenu poput našeg”) - 1996.
- „Ber bara en gång" („Pomoli se samo jedan put”) - 1997.
- „Äntligen” („Napokon”) - 2000.
- „Det som var nu” („To što je bilo sada”) (s Patrikom Isakssonom) - 2000.
- „2nd Chance” („Druga šansa”) - 2004.
- „All About You" („Sve o tebi”)- 2004.
- „A Table in the Sun" („Stol na suncu”)- 2004.
- „Sommaräng” („Ljetna livada”) - 2006.
- „Ordet är farväl" („Riječ je zbogom”)- 2007.
- „Där du andas” („Tamo gdje dišeš”) - 2008.
- „Where Your Love Lives"  - 2008. (engleska verzija pjesme „Där du andas” („Tamo gdje dišeš”)”)
- „Kom vila hos mig"  - 2013. („Dođi, odmori se sa mnom”)

## Vanjske poveznice
- Službena stranica  Arhivirana inačica izvorne stranice od 18. prosinca 2010. (Wayback Machine)